# Sistema interactivo
Un sistema interactivo es un sistema informático que se interrelaciona y depende de las acciones de un usuario para realizar una tarea, es decir, todo sistema en el que interactúan persona y máquina. Podríamos considerar interactivo desde un reproductor de DVD hasta un videojuego en el que nuestras acciones determinan el trascurso de la acción.
Surgen sobre el año 1962, como una mejora de los sistemas de procesamiento por lotes. Estos sistemas, llamados también conversacionales, se desarrollaron principalmente para que cada usuario operara con un terminal, para que una misma máquina, con la misma potencia que en sistemas no interactivos, pudiese atender a más de un usuario, debido a que no todos a la vez ocuparían mucho tiempo el procesador, con lo que, el procesador se mantendría menos tiempo ocioso, y su utilización sería más eficiente.
- Datos: Q9078023